# Q & Q

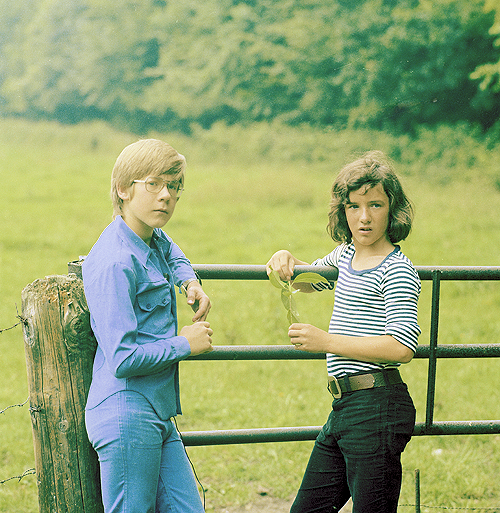
Erik van ’t Wout und Martin Perels als Darsteller Quarles van Ispen und Wilbur Quant

Q + Q (niederländischer Titel: Q & Q) ist eine niederländische Kinder-Krimiserie in zwei Staffeln in 25 Teilen (jeweils ca. 25 Minuten), die in den Jahren 1974 bis 1976 von der niederländischen Produktionsgesellschaft KRO produziert wurde. Regie führte Bram van Erkel. Die Titelmusik wurde von Robert Long gesungen.

## Handlung
Wilbur Quant und Aristides Quarles van Ispen sind Q & Q. Die beiden Jungen lernen sich durch Zufall im Wald kennen, als Aristides Vögel fotografiert. Doch beim Entwickeln der Bilder machen sie eine seltsame Entdeckung: Auf einem der Fotos sehen die Jungen einen offenbar bewusstlosen Mann, der ins Gebüsch gezerrt wird. Der Dorfpolizist lacht Wilbur und Aristides nur aus, als sie den Vorfall melden wollen. Die beiden beschließen, den Fall selbst in die Hand zu nehmen – vor allem, da auch Aristides’ Großonkel das Gesicht des Bewusstlosen irgendwie bekannt vorkommt.

## Hintergrund

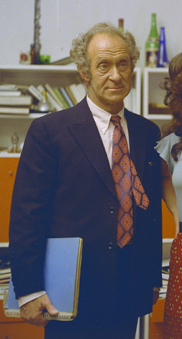
Bob de Lange in Q & Q

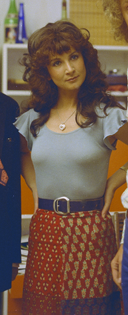
Maélys Morel in Q & Q

Die Erstausstrahlung in Deutschland fand in der ARD ab 5. Januar 1977 statt. Es wurden 6 Folgen zu 50 Minuten ausgestrahlt, die jeweils 2 niederländische Folgen zu 25 Minuten kombinierten. Die zuständige Sendeanstalt war der damalige SDR (heutige SWR). Die Reihe wurde im Jahre 1979 von der ARD wiederholt.
Nach der sehr erfolgreichen Ausstrahlung der ersten Staffel der Q-&-Q-Serie wurde eine zweite Staffel mit 13 Folgen gedreht, die aber nicht in Deutschland ausgestrahlt wurde.
Im Jahre 2004 wurde die erste Staffel der Serie auf DVD von dem niederländischen Unternehmen Bridge Entertainment veröffentlicht. Diese DVD beinhaltet nur den Originalton auf Niederländisch. 2016 erschien die Serie mit deutschem Ton auf 2 DVDs bei Edel Germany GmbH.
Der Körper auf dem Foto in der Serie Q & Q wurde gespielt von Wim Hogenkamp, einem bekannten niederländischen Sänger und Schauspieler, der im Jahre 1989 ermordet in seiner Amsterdamer Wohnung aufgefunden wurde und der dort in derselben Pose wie der Körper in der Fernsehserie lag. Die genauen Umstände seines Todes konnten nie aufgeklärt werden.
Regie bei der Serie führte Bram van Erkel. Harrie Geelen schrieb das Drehbuch. Die Filmmusik stammte von Joop Stokkermans.
Van ’t Wout und Perels wurden über Jahre mit ihren Rollen aus Q & Q in Verbindung gebracht; beide wurden oft in der Offentlichkeit von ihren Fans verfolgt (Fans summten üblicherweise die Melodie des Q & Q Titelsongs in ihrer Nähe). Van ’t Wout, der die Rolle des prototypischen Nerd spielte, erhielt weit weniger Fanpost als Perels, dessen Rolle mit dem harten Jungen in der schwarzen Lederjacke in Verbindung gebracht wurde.
Perels lehnte nach den beiden Q & Q Rollen alle weiteren Filmangebote ab, die an ihn herangetragen wurden. Stattdessen machte er eine Karriere im Immobilien- und Finanzmanagement; er starb im Jahr 2005 im Alter von 44 Jahren an einem Gehirntumor.

## Rollen und Darsteller (Auswahl)
- Bob de Lange als Opa Quarles van Ispen
- Erik van ’t Wout als Aristides Quarles van Ispen
- Martin Perels als Wilbur Quant
- Maélys Morel als Juultje Quant
- Emmy Lopes Dias als Leonie Quarles van Ispen
- Mieke Bos als Berthe Bennebroek
- Hans Dagelet als Ed Bennebroek
- Hans Otjes als André Piës
- Sacco van der Made als Polizeiassistent Mudde
- Cor Witsche als Agent Drak
- Johan te Slaa als Bauer Zwartjes

## Synchronisation
- Manfred Schott als Ingmar Quant (I.Q.)[7]
- Angelika Bender als Juultje Quant
- Herbert Weicker als Charles Quarles van Ispen
- Michael Brennicke als	Ed Bennebroeck
- Horst Raspe als Axel Zaneck
- Helga Trümper	als Berthe Bennebrook
- Eleonore Noelle als Martha Zwierus
- Walter Reichelt als Meister Pies
- Günther Sauer	als Opa Quarels van Ispen
- Thomas Braut als Polizeiinspektor Mudde
- Thomas Ohrner als	Wilbur Quant
- Pierre Franckh als André Pies	(Episoden 3–6)
- Elmar Wepper als	Antony van Slingelandt Jr. (Episoden 1 & 6)
- Wolf Ackva als Antony van Slingelandt Sr. (Episoden 2, 5 & 6))
- Klaus Kindler als	Apotheker (Episoden 2–5)
- Heinz Engelmann als Bauer Zwartjes (Episoden 2–4)
- Eva-Maria Lahl als Dienstmädchen bei Zwartjes	(Episoden 3 & 4)
- Tilly Lauenstein als Emma van Slingelandt	(Episoden 2, 5 & 6)
- Horst Sachtleben als Kriminalinspektor Smitt	(Episoden 4–6)
- Gisela Hoeter	als Leonie Quarles van Ispen (Episoden 1, 3, 5 & 6)
- Norbert Gastell als Polizist Drak	(Episoden 1, 3, 4 & 6)
- Ivar Combrinck als Tankwart (Episoden 1 & 3)
- Alice Franz als Vermieterin (Episode 3)
- Erik Schumann als Erzähler

## Weitere Serie
Wegen des großen Erfolges der ersten Serie wurde im Jahre 1976 eine weitere Serie mit dem niederländischen Titel "Kunst- en vliegwerk" produziert. Die meisten Schauspieler aus der ersten Serie spielten auch hier wieder mit. Diese zweite Serie wurde aber nicht in Deutschland ausgestrahlt. Im September 2005 erschien auch die zweite Serie bei Bridge Entertainment als DVD mit niederländischem Originalton.

## Bücher
Zu den beiden Fernsehserien ist jeweils ein niederländisches Buch zur Serie erschienen:
- Harrie Geelen, Imme Dros: Een mislukte foto. Bussum 1975, ISBN 90-269-8030-2.
- Harrie Geelen, Imme Dros: Kunst- en vliegwerk. Bussum 1976, ISBN 90-269-8031-0.